# Edith Hannam
Edith Margaret Boucher Hannam (Bristol, Reino Unido, 28 de novembro de 1878 - 16 de janeiro de 1951) foi uma tenista britânica do início do século XX. Jogou no Jogos Olímpicos de Verão de 1912 e conquistou duas medalhas de ouro.

## Vida familiar
Edith Margaret Boucher nasceu em Bristol, Gloucestershire em 28 de novembro de 1878, filha de John e Julia Boucher, seu pai era um químico farmacêutico.
Boucher se casou com Francis John Hannam em Long Ashton em 1909, como capitão do Regimento de Gloucestershire foi morto em combate na França em 5 de julho de 1916.

## Carreira no tênis
Em 1909, no torneio de tênis em Cincinnati, Hannam ganhou os títulos de simples e duplas mistas e foi finalista das duplas. Ela derrotou Martha Kinsey na final pelo título de simples, fez par com Julius Frieberg para chegar à final de duplas e se uniu a Lincoln Mitchell para ganhar o título de duplas mistas.

Nas Olimpíadas de 1912, Hannam conquistou a medalha de ouro no torneio indoor Woman's Singles, derrotando a dinamarquesa Sofie Castenschiold em sets diretos, e no torneio indoor duplas mistas com o parceiro Charles Dixon. Em 1914, ela alcançou as finais de Woman's Doubles em Wimbledon com a parceira Ethel Thomson Larcombe, mas perdeu em dois sets para Elizabeth Ryan e Agnes Morton .